# Puchar Świata w biathlonie 2000/2001
Puchar Świata w biathlonie 2000/2001 to 24. sezon w historii tej dyscypliny sportu. Pierwsze zawody miały odbyć się 30 listopada 2000 r. w austriackim Hochfilzen, jednak z powodu braku śniegu zostały przeniesione do włoskiej Anterselvy. Sezon zakończył się 18 marca 2001 w norweskim Holmenkollen. Najważniejszą imprezą sezonu były mistrzostwa świata w Pokljuce.
Klasyfikację generalna pań po raz piąty w karierze wygrała Szwedka Magdalena Forsberg, która wyprzedziła o 217 punktów Norweżkę Liv Grete Poirée oraz o 247 Ukrainkę Ołenę Zubryłową. Szwedka triumfowała również w klasyfikacji biegu indywidualnego, sprintu, biegu pościgowego oraz biegu masowego. W sztafecie wygrały Norweżki, zaś w Pucharze Narodów najlepsze były Niemki.
Wśród panów po raz drugi bezkonkurencyjny okazał się Raphaël Poirée. Francuz sześć razy zwyciężał w zawodach pucharu świata i zgromadził 921 punktów. Drugi w klasyfikacji, Norweg Ole Einar Bjørndalen miał na koncie 911 punktów, zaś trzeci Frode Andresen 712. Poirée wygrał także klasyfikację w biegu na dochodzenie. W sprincie zwyciężył Ole Einar Bjørndalen, a w biegu indywidualnym Rosjanin Siergiej Rożkow. Triumfatorem w biegu masowym został Niemiec Sven Fischer. Obie klasyfikację drużynowe wygrali Norwegowie.

## Kalendarz
- Anterselva – 30 - 3 grudnia 2000 (za  Hochfilzen)
- Anterselva – 7 - 10 grudnia 2000 (za  Pokljukę)
- Anterselva – 14 - 17 grudnia 2000 (za  Osrblie)
- Oberhof – 4 - 7 stycznia 2001
- Ruhpolding – 10 - 14 stycznia 2001
- Anterselva – 18 - 21 stycznia 2001
- Pokljuka – 3 - 11 lutego 2001 (Mistrzostwa świata)
- Salt Lake City – 28 - 3 marca 2001
- Lake Placid – 7 marca 2001
- Oslo/Holmenkollen – 16 - 18 marca 2001

## Mężczyźni

### Wyniki
| 1. Hochfilzen/ Anterselva, 30.11.2000 – 03.12.2000 | 1. Hochfilzen/ Anterselva, 30.11.2000 – 03.12.2000 | 1. Hochfilzen/ Anterselva, 30.11.2000 – 03.12.2000                | 1. Hochfilzen/ Anterselva, 30.11.2000 – 03.12.2000                                   | 1. Hochfilzen/ Anterselva, 30.11.2000 – 03.12.2000                |
| Data                                               | Konkurencja                                        | miejsce                                                           | miejsce                                                                              | miejsce                                                           |
| -------------------------------------------------- | -------------------------------------------------- | ----------------------------------------------------------------- | ------------------------------------------------------------------------------------ | ----------------------------------------------------------------- |
| 30 listopada 2000                                  | Bieg indywidualny (20 km)                          | Zdeněk Vítek                                                      | Carsten Heymann                                                                      | Siergiej Rożkow                                                   |
| 1 grudnia 2000                                     | Sprint (10 km)                                     | Ole Einar Bjørndalen                                              | Raphaël Poirée                                                                       | Sven Fischer                                                      |
| 3 grudnia 2000                                     | Sztafeta (4 × 7,5 km)                              | Czechy Petr Garabík · Ivan Masařík · Tomáš Holubec · Zdeněk Vítek | Ukraina Wjaczesław Derkacz · Andrij Deryzemla · Ołeksandr Biłanenko · Rusłan Łysenko | Niemcy Peter Sendel · Sven Fischer · Carsten Heymann · Ricco Groß |

| 2. Pokljuka/ Anterselva, 7.12.2000 – 10.12.2000 | 2. Pokljuka/ Anterselva, 7.12.2000 – 10.12.2000 | 2. Pokljuka/ Anterselva, 7.12.2000 – 10.12.2000                                   | 2. Pokljuka/ Anterselva, 7.12.2000 – 10.12.2000                  | 2. Pokljuka/ Anterselva, 7.12.2000 – 10.12.2000                               |
| Data                                            | Konkurencja                                     | miejsce                                                                           | miejsce                                                          | miejsce                                                                       |
| ----------------------------------------------- | ----------------------------------------------- | --------------------------------------------------------------------------------- | ---------------------------------------------------------------- | ----------------------------------------------------------------------------- |
| 7 grudnia 2000                                  | Sprint (10 km)                                  | Raphaël Poirée                                                                    | Pawieł Rostowcew                                                 | Ole Einar Bjørndalen                                                          |
| 8 grudnia 2000                                  | Bieg na dochodzenie (12,5 km)                   | Raphaël Poirée                                                                    | Ole Einar Bjørndalen                                             | Frode Andresen                                                                |
| 9 grudnia 2000                                  | Sztafeta (4 × 7,5 km)                           | Norwegia Halvard Hanevold · Frode Andresen · Egil Gjelland · Ole Einar Bjørndalen | Czechy Petr Garabík · Ivan Masařík · Roman Dostál · Zdeněk Vítek | Rosja Siergiej Rożkow · Andrej Prokunin · Michaił Koczkin · Aleksiej Kobielew |

| 3. Osrblie/ Anterselva, 14.12.2000 - 17.12.2000 | 3. Osrblie/ Anterselva, 14.12.2000 - 17.12.2000 | 3. Osrblie/ Anterselva, 14.12.2000 - 17.12.2000 | 3. Osrblie/ Anterselva, 14.12.2000 - 17.12.2000 | 3. Osrblie/ Anterselva, 14.12.2000 - 17.12.2000 |
| Data                                            | Konkurencja                                     | miejsce                                         | miejsce                                         | miejsce                                         |
| ----------------------------------------------- | ----------------------------------------------- | ----------------------------------------------- | ----------------------------------------------- | ----------------------------------------------- |
| 14 grudnia 2000                                 | Bieg indywidualny (20 km)                       | Siergiej Rożkow                                 | Raphaël Poirée                                  | Ricco Groß                                      |
| 15 grudnia 2000                                 | Sprint (10 km)                                  | Raphaël Poirée                                  | Ole Einar Bjørndalen                            | Wadim Saszurin                                  |
| 17 grudnia 2000                                 | Bieg na dochodzenie (12,5 km)                   | Ole Einar Bjørndalen                            | Raphaël Poirée                                  | Sven Fischer                                    |

| 4. Oberhof, 04.01.2001 – 7.01.2001 | 4. Oberhof, 04.01.2001 – 7.01.2001 | 4. Oberhof, 04.01.2001 – 7.01.2001 | 4. Oberhof, 04.01.2001 – 7.01.2001 | 4. Oberhof, 04.01.2001 – 7.01.2001 |
| Data                               | Konkurencja                        | miejsce                            | miejsce                            | miejsce                            |
| ---------------------------------- | ---------------------------------- | ---------------------------------- | ---------------------------------- | ---------------------------------- |
| 4 stycznia 2001                    | Sprint (10 km)                     | Raphaël Poirée                     | Tord Wiksten                       | Carsten Heymann                    |
| 6 stycznia 2001                    | Bieg na dochodzenie (12,5 km)      | Wiktor Majgurow                    | Raphaël Poirée                     | Frode Andresen                     |
| 7 stycznia 2001                    | Bieg masowy (15 km)                | Sven Fischer                       | Egil Gjelland                      | Tomas Globočnik                    |

| 5. Ruhpolding, 10.01.2001 – 14.01.2001 | 5. Ruhpolding, 10.01.2001 – 14.01.2001 | 5. Ruhpolding, 10.01.2001 – 14.01.2001                                          | 5. Ruhpolding, 10.01.2001 – 14.01.2001                                | 5. Ruhpolding, 10.01.2001 – 14.01.2001                                       |
| Data                                   | Konkurencja                            | miejsce                                                                         | miejsce                                                               | miejsce                                                                      |
| -------------------------------------- | -------------------------------------- | ------------------------------------------------------------------------------- | --------------------------------------------------------------------- | ---------------------------------------------------------------------------- |
| 10 stycznia 2001                       | Sztafeta (4 × 7,5 km)                  | Norwegia Egil Gjelland · Frode Andresen · Dag Bjørndalen · Ole Einar Bjørndalen | Niemcy Marco Morgenstern · Peter Sendel · Alexander Wolf · Ricco Groß | Białoruś Alaksiej Ajdarau · Aleksandr Syman · Aleh Ryżenkau · Wadim Saszurin |
| 12 stycznia 2001                       | Sprint (10 km)                         | Ole Einar Bjørndalen                                                            | Raphaël Poirée                                                        | Egil Gjelland                                                                |
| 14 stycznia 2001                       | Bieg na dochodzenie (12,5 km)          | Raphaël Poirée                                                                  | Frank Luck                                                            | Ricco Groß                                                                   |

| 6. Anterselva, 18.01.2001 – 21.01.2001 | 6. Anterselva, 18.01.2001 – 21.01.2001 | 6. Anterselva, 18.01.2001 – 21.01.2001                            | 6. Anterselva, 18.01.2001 – 21.01.2001                                            | 6. Anterselva, 18.01.2001 – 21.01.2001                                       |
| Data                                   | Konkurencja                            | miejsce                                                           | miejsce                                                                           | miejsce                                                                      |
| -------------------------------------- | -------------------------------------- | ----------------------------------------------------------------- | --------------------------------------------------------------------------------- | ---------------------------------------------------------------------------- |
| 18 stycznia 2001                       | Sprint (10 km)                         | Ole Einar Bjørndalen                                              | Raphaël Poirée                                                                    | Frode Andresen                                                               |
| 20 stycznia 2001                       | Sztafeta (4 × 7,5 km)                  | Niemcy Marco Morgenstern · Sven Fischer · Frank Luck · Ricco Groß | Norwegia Egil Gjelland · Frode Andresen · Halvard Hanevold · Ole Einar Bjørndalen | Rosja Siergiej Rożkow · Andrej Prokunin · Pawieł Rostowcew · Wiktor Majgurow |
| 21 stycznia 2001                       | Bieg masowy (15 km)                    | Ole Einar Bjørndalen                                              | Carsten Heymann                                                                   | Pawieł Rostowcew                                                             |

| Mistrzostwa świata Pokljuka, 3.02.2001 - 11.02.2001 | Mistrzostwa świata Pokljuka, 3.02.2001 - 11.02.2001 | Mistrzostwa świata Pokljuka, 3.02.2001 - 11.02.2001                        | Mistrzostwa świata Pokljuka, 3.02.2001 - 11.02.2001                          | Mistrzostwa świata Pokljuka, 3.02.2001 - 11.02.2001                               |
| Data                                                | Konkurencja                                         | miejsce                                                                    | miejsce                                                                      | miejsce                                                                           |
| --------------------------------------------------- | --------------------------------------------------- | -------------------------------------------------------------------------- | ---------------------------------------------------------------------------- | --------------------------------------------------------------------------------- |
| 3 lutego 2001                                       | Sprint (10 km)                                      | Pawieł Rostowcew                                                           | René Cattarinussi                                                            | Halvard Hanevold                                                                  |
| 4 lutego 2001                                       | Bieg na dochodzenie (12,5 km)                       | Pawieł Rostowcew                                                           | Raphaël Poirée                                                               | Sven Fischer                                                                      |
| 7 lutego 2001                                       | Bieg indywidualny (20 km)                           | Paavo Puurunen                                                             | Wadim Saszurin                                                               | Ilmārs Bricis                                                                     |
| 9 lutego 2001                                       | Bieg masowy (15 km)                                 | Raphaël Poirée                                                             | Ole Einar Bjørndalen                                                         | Sven Fischer                                                                      |
| 11 lutego 2001                                      | Sztafeta (4 × 7,5 km)                               | Francja Gilles Marguet · Vincent Defrasne · Julien Robert · Raphaël Poirée | Białoruś Alaksiej Ajdarau · Aleksandr Syman · Aleh Ryżenkau · Wadim Saszurin | Norwegia Egil Gjelland · Frode Andresen · Halvard Hanevold · Ole Einar Bjørndalen |

| 7. Salt Lake City, 28.02.2001 - 3.03.2001 | 7. Salt Lake City, 28.02.2001 - 3.03.2001 | 7. Salt Lake City, 28.02.2001 - 3.03.2001 | 7. Salt Lake City, 28.02.2001 - 3.03.2001 | 7. Salt Lake City, 28.02.2001 - 3.03.2001 |
| Data                                      | Konkurencja                               | miejsce                                   | miejsce                                   | miejsce                                   |
| ----------------------------------------- | ----------------------------------------- | ----------------------------------------- | ----------------------------------------- | ----------------------------------------- |
| 28 lutego 2001                            | Bieg indywidualny (20 km)                 | Ole Einar Bjørndalen                      | Sven Fischer                              | Julien Robert                             |
| 2 marca 2001                              | Sprint (10 km)                            | Ole Einar Bjørndalen                      | Frode Andresen                            | Frank Luck                                |
| 3 marca 2001                              | Bieg na dochodzenie (12,5 km)             | Ole Einar Bjørndalen                      | Wadim Saszurin                            | Pawieł Rostowcew                          |

| 8. Lake Placid, 7.03.2001 | 8. Lake Placid, 7.03.2001 | 8. Lake Placid, 7.03.2001 | 8. Lake Placid, 7.03.2001 | 8. Lake Placid, 7.03.2001 |
| Data                      | Konkurencja               | miejsce                   | miejsce                   | miejsce                   |
| ------------------------- | ------------------------- | ------------------------- | ------------------------- | ------------------------- |
| 7 marca 2001              | Sprint (10 km)            | Frode Andresen            | Ole Einar Bjørndalen      | Henrik Forsberg           |

| 9. Holmenkollen, 16.03.2001 - 18.03.2001 | 9. Holmenkollen, 16.03.2001 - 18.03.2001 | 9. Holmenkollen, 16.03.2001 - 18.03.2001 | 9. Holmenkollen, 16.03.2001 - 18.03.2001 | 9. Holmenkollen, 16.03.2001 - 18.03.2001 |
| Data                                     | Konkurencja                              | miejsce                                  | miejsce                                  | miejsce                                  |
| ---------------------------------------- | ---------------------------------------- | ---------------------------------------- | ---------------------------------------- | ---------------------------------------- |
| 16 marca 2001                            | Sprint (10 km)                           | Frode Andresen                           | Ole Einar Bjørndalen                     | Halvard Hanevold                         |
| 17 marca 2001                            | Bieg na dochodzenie (12,5 km)            | Frode Andresen                           | Ole Einar Bjørndalen                     | Egil Gjelland                            |
| 18 marca 2001                            | Bieg masowy (15 km)                      | Sven Fischer                             | Raphaël Poirée                           | Frode Andresen                           |

### Klasyfikacje
| Miejsce | Zawodnik             | Punkty |
| ------- | -------------------- | ------ |
| 1       | Raphaël Poirée       | 921    |
| 2       | Ole Einar Bjørndalen | 911    |
| 3       | Frode Andresen       | 712    |
| 4       | Pawieł Rostowcew     | 707    |
| 5       | Sven Fischer         | 675    |
| 6       | Halvard Hanevold     | 590    |
| 7       | Egil Gjelland        | 582    |
| 8       | Carsten Heymann      | 525    |
| 9       | Ricco Groß           | 514    |
| 10      | Wiktor Majgurow      | 492    |
| 11      | Wadim Saszurin       | 460    |
| 12      | Frank Luck           | 433    |
| 13      | René Cattarinussi    | 376    |
| 14      | Tomas Globočnik      | 373    |
| 15      | Siergiej Rożkow      | 363    |
| 16      | Zdeněk Vítek         | 315    |
| 17      | Ilmārs Bricis        | 275    |
| 18      | Peter Sendel         | 275    |
| 19      | Marco Morgenstern    | 231    |
| 20      | Aleh Ryżenkau        | 230    |
| 21      | Wolfgang Perner      | 214    |
| 22      | Wjaczesław Derkacz   | 205    |
| 23      | Vincent Defrasne     | 202    |
| 24      | Patrick Favre        | 200    |
| 25      | Ivan Masařík         | 199    |
| 26      | Tomasz Sikora        | 197    |
| 27      | Wilfried Pallhuber   | 189    |

| Miejsce | Zawodnik          | Punkty |
| ------- | ----------------- | ------ |
| 28      | Dag Bjørndalen    | 189    |
| 29      | Henrik Forsberg   | 185    |
| 30      | Janez Ožbolt      | 182    |
| 31      | Andrij Deryzemla  | 177    |
| 32      | Wolfgang Rottmann | 159    |
| 33      | Paavo Puurunen    | 150    |
| 34      | Julien Robert     | 147    |
| 35      | Petr Garabík      | 124    |
| 36      | Gilles Marguet    | 117    |
| 37      | Marko Dolenc      | 104    |
| 38      | Michaił Koczkin   | 99     |
| 39      | Jean-Marc Chabloz | 94     |
| 40      | Tord Wiksten      | 87     |
| 41      | Alaksiej Ajdarau  | 81     |
| 42      | Ferréol Cannard   | 79     |
| 43      | Ludwig Gredler    | 75     |
| 44      | Ville Räikkönen   | 74     |
| 45      | Roman Dostál      | 73     |
| 46      | Michael Greis     | 68     |
| 47      | Andrej Prokunin   | 64     |
| 48      | Aleksiej Kobielew | 62     |
| 49      | Oļegs Maļuhins    | 62     |
| 50      | Raivis Zīmelis    | 61     |
| 51      | Rusłan Łysenko    | 60     |
| 52      | Vesa Hietalahti   | 59     |
| 53      | Marek Matiaško    | 55     |
| 54      | Aleksander Grajf  | 55     |

| Miejsce | Zawodnik            | Punkty |
| ------- | ------------------- | ------ |
| 55      | Indrek Tobreluts    | 54     |
| 56      | Tomáš Holubec       | 54     |
| 57      | Jeremy Teela        | 44     |
| 58      | Christoph Sumann    | 41     |
| 59      | Enrico Tach         | 39     |
| 60      | Anstein Mykland     | 33     |
| 61      | Jay Hakkinen        | 32     |
| 62      | Alexander Wolf      | 30     |
| 63      | Siergiej Baszkirow  | 26     |
| 64      | Kyōji Suga          | 18     |
| 65      | Stian Eckhoff       | 18     |
| 66      | Paolo Longo         | 16     |
| 67      | Janez Marič         | 14     |
| 68      | Jekabs Nakums       | 13     |
| 69      | Andreas Stitzl      | 12     |
| 70      | Daniel Mesotitsch   | 11     |
| 71      | Wiesław Ziemianin   | 9      |
| 72      | Matjaž Poklukar     | 9      |
| 73      | Günther Beck        | 8      |
| 74      | Aleksandr Syman     | 7      |
| 75      | Janno Prants        | 6      |
| 76      | Rickard Noberius    | 6      |
| 77      | Timo Antila         | 4      |
| 78      | Ołeksandr Biłanenko | 2      |
| 79      | Rustam Waliullin    | 2      |

| Miejsce | Zawodnik             | Punkty |
| ------- | -------------------- | ------ |
| 1       | Siergiej Rożkow      | 133    |
| 2       | Ole Einar Bjørndalen | 110    |
| 3       | Ricco Groß           | 109    |
| 4       | Sven Fischer         | 107    |
| 5       | Carsten Heymann      | 101    |
| 6       | Halvard Hanevold     | 88     |
| 7       | Raphaël Poirée       | 83     |
| 8       | Wiktor Majgurow      | 83     |
| 9       | Wadim Saszurin       | 82     |
| 10      | Pawieł Rostowcew     | 80     |

| Miejsce | Zawodnik             | Punkty |
| ------- | -------------------- | ------ |
| 1       | Ole Einar Bjørndalen | 393    |
| 2       | Raphaël Poirée       | 375    |
| 3       | Frode Andresen       | 337    |
| 4       | Pawieł Rostowcew     | 282    |
| 5       | Halvard Hanevold     | 280    |
| 6       | Frank Luck           | 223    |
| 7       | Sven Fischer         | 210    |
| 8       | Egil Gjelland        | 209    |
| 9       | Carsten Heymann      | 195    |
| 10      | Tomas Globočnik      | 153    |

| Miejsce | Zawodnik             | Punkty |
| ------- | -------------------- | ------ |
| 1       | Raphaël Poirée       | 278    |
| 2       | Ole Einar Bjørndalen | 272    |
| 3       | Frode Andresen       | 247    |
| 4       | Pawieł Rostowcew     | 228    |
| 5       | Sven Fischer         | 190    |
| 6       | Wadim Saszurin       | 170    |
| 7       | Egil Gjelland        | 166    |
| 8       | Wiktor Majgurow      | 161    |
| 9       | Frank Luck           | 155    |
| 10      | Halvard Hanevold     | 151    |

| Miejsce | Zawodnik             | Punkty |
| ------- | -------------------- | ------ |
| 1       | Sven Fischer         | 143    |
| 2       | Ole Einar Bjørndalen | 136    |
| 3       | Raphaël Poirée       | 136    |
| 4       | Egil Gjelland        | 120    |
| 5       | Ricco Groß           | 109    |
| 6       | Pawieł Rostowcew     | 95     |
| 7       | Carsten Heymann      | 90     |
| 8       | Frode Andresen       | 83     |
| 9       | Tomas Globočnik      | 81     |
| 10      | Wiktor Majgurow      | 81     |

| Miejsce | Reprezentacja | Punkty |
| ------- | ------------- | ------ |
| 1       | Norwegia      | 189    |
| 2       | Niemcy        | 173    |
| 3       | Czechy        | 167    |
| 4       | Białoruś      | 166    |
| 5       | Rosja         | 158    |
| 6       | Słowenia      | 130    |
| 7       | Włochy        | 126    |
| 8       | Francja       | 122    |
| 9       | Łotwa         | 115    |
| 10      | Ukraina       | 114    |

| Miejsce | Reprezentacja | Punkty |
| ------- | ------------- | ------ |
| 1       | Norwegia      | 4919   |
| 2       | Niemcy        | 4713   |
| 3       | Rosja         | 4455   |
| 4       | Francja       | 4356   |
| 5       | Słowenia      | 3905   |
| 6       | Czechy        | 3865   |
| 7       | Austria       | 3825   |
| 8       | Białoruś      | 3813   |
| 9       | Włochy        | 3795   |
| 10      | Łotwa         | 3566   |

## Kobiety

### Wyniki
| 1. Hochfilzen/ Anterselva, 30.11.2000 – 03.12.2000 | 1. Hochfilzen/ Anterselva, 30.11.2000 – 03.12.2000 | 1. Hochfilzen/ Anterselva, 30.11.2000 – 03.12.2000                                         | 1. Hochfilzen/ Anterselva, 30.11.2000 – 03.12.2000               | 1. Hochfilzen/ Anterselva, 30.11.2000 – 03.12.2000                          |
| Data                                               | Konkurencja                                        | miejsce                                                                                    | miejsce                                                          | miejsce                                                                     |
| -------------------------------------------------- | -------------------------------------------------- | ------------------------------------------------------------------------------------------ | ---------------------------------------------------------------- | --------------------------------------------------------------------------- |
| 30 listopada 2000                                  | Bieg indywidualny (15 km)                          | Corinne Niogret                                                                            | Andrea Henkel                                                    | Magdalena Forsberg                                                          |
| 1 grudnia 2000                                     | Sprint (7,5 km)                                    | Ołena Zubryłowa                                                                            | Corinne Niogret                                                  | Ołena Petrowa                                                               |
| 2 grudnia 2000                                     | Sztafeta (4 × 6 km)                                | Norwegia Ann-Elen Skjelbreid · Gro Marit Istad · Gunn Margit Andreassen · Liv Grete Poirée | Niemcy Uschi Disl · Andrea Henkel · Katrin Apel · Martina Glagow | Ukraina Ołena Zubryłowa · Ołena Petrowa · Nina Łemesz · Tetiana Wodopjanowa |

| 2. Pokljuka/ Anterselva, 7.12.2000 – 10.12.2000 | 2. Pokljuka/ Anterselva, 7.12.2000 – 10.12.2000 | 2. Pokljuka/ Anterselva, 7.12.2000 – 10.12.2000                | 2. Pokljuka/ Anterselva, 7.12.2000 – 10.12.2000                              | 2. Pokljuka/ Anterselva, 7.12.2000 – 10.12.2000                           |
| Data                                            | Konkurencja                                     | miejsce                                                        | miejsce                                                                      | miejsce                                                                   |
| ----------------------------------------------- | ----------------------------------------------- | -------------------------------------------------------------- | ---------------------------------------------------------------------------- | ------------------------------------------------------------------------- |
| 7 grudnia 2000                                  | Sprint (7,5 km)                                 | Gro Marit Istad                                                | Olga Pylowa                                                                  | Kati Wilhelm                                                              |
| 8 grudnia 2000                                  | Bieg na dochodzenie (10 km)                     | Magdalena Forsberg                                             | Corinne Niogret                                                              | Ołena Zubryłowa                                                           |
| 10 grudnia 2000                                 | Sztafeta (4 × 6 km)                             | Niemcy Uschi Disl · Kati Wilhelm · Katrin Apel · Andrea Henkel | Francja Sylvie Becaert · Delphyne Burlet · Sandrine Bailly · Corinne Niogret | Rosja Olga Pylowa · Galina Kuklewa · Anna Bogalij · Swietłana Czernousowa |

| 3. Osrblie/ Anterselva, 14.12.2000 - 17.12.2000 | 3. Osrblie/ Anterselva, 14.12.2000 - 17.12.2000 | 3. Osrblie/ Anterselva, 14.12.2000 - 17.12.2000 | 3. Osrblie/ Anterselva, 14.12.2000 - 17.12.2000 | 3. Osrblie/ Anterselva, 14.12.2000 - 17.12.2000 |
| Data                                            | Konkurencja                                     | miejsce                                         | miejsce                                         | miejsce                                         |
| ----------------------------------------------- | ----------------------------------------------- | ----------------------------------------------- | ----------------------------------------------- | ----------------------------------------------- |
| 14 grudnia 2000                                 | Bieg indywidualny (15 km)                       | Sandrine Bailly                                 | Corinne Niogret                                 | Magdalena Forsberg                              |
| 16 grudnia 2000                                 | Sprint (7,5 km)                                 | Magdalena Forsberg                              | Liv Grete Poirée                                | Tetiana Wodopjanowa                             |
| 17 grudnia 2000                                 | Bieg na dochodzenie (10 km)                     | Magdalena Forsberg                              | Andrea Henkel                                   | Uschi Disl                                      |

| 4. Oberhof, 04.01.2001 – 7.01.2001 | 4. Oberhof, 04.01.2001 – 7.01.2001 | 4. Oberhof, 04.01.2001 – 7.01.2001 | 4. Oberhof, 04.01.2001 – 7.01.2001 | 4. Oberhof, 04.01.2001 – 7.01.2001 |
| Data                               | Konkurencja                        | miejsce                            | miejsce                            | miejsce                            |
| ---------------------------------- | ---------------------------------- | ---------------------------------- | ---------------------------------- | ---------------------------------- |
| 5 stycznia 2001                    | Sprint (7,5 km)                    | Magdalena Forsberg                 | Ołena Zubryłowa                    | Corinne Niogret                    |
| 6 stycznia 2001                    | Bieg na dochodzenie (10 km)        | Magdalena Forsberg                 | Ołena Zubryłowa                    | Uschi Disl                         |
| 7 stycznia 2001                    | Bieg masowy (12,5 km)              | Magdalena Forsberg                 | Swietłana Czernousowa              | Liv Grete Poirée                   |

| 5. Ruhpolding, 10.01.2001 – 14.01.2001 | 5. Ruhpolding, 10.01.2001 – 14.01.2001 | 5. Ruhpolding, 10.01.2001 – 14.01.2001                                            | 5. Ruhpolding, 10.01.2001 – 14.01.2001                           | 5. Ruhpolding, 10.01.2001 – 14.01.2001                                             |
| Data                                   | Konkurencja                            | miejsce                                                                           | miejsce                                                          | miejsce                                                                            |
| -------------------------------------- | -------------------------------------- | --------------------------------------------------------------------------------- | ---------------------------------------------------------------- | ---------------------------------------------------------------------------------- |
| 11 stycznia 2001                       | Sztafeta (4 × 6 km)                    | Norwegia Ann-Elen Skjelbreid · Gro Marit Istad · Linda Tjørhom · Liv Grete Poirée | Niemcy Uschi Disl · Martina Glagow · Katrin Apel · Andrea Henkel | Rosja Olga Pylowa · Swietłana Iszmuratowa · Galina Kuklewa · Swietłana Czernousowa |
| 13 stycznia 2001                       | Sprint (7,5 km)                        | Magdalena Forsberg                                                                | Liv Grete Poirée                                                 | Katrin Apel                                                                        |
| 14 stycznia 2001                       | Bieg na dochodzenie (10 km)            | Magdalena Forsberg                                                                | Liv Grete Poirée                                                 | Galina Kuklewa                                                                     |

| 6. Anterselva, 18.01.2001 – 21.01.2001 | 6. Anterselva, 18.01.2001 – 21.01.2001 | 6. Anterselva, 18.01.2001 – 21.01.2001                                                  | 6. Anterselva, 18.01.2001 – 21.01.2001                                           | 6. Anterselva, 18.01.2001 – 21.01.2001                                      |
| Data                                   | Konkurencja                            | miejsce                                                                                 | miejsce                                                                          | miejsce                                                                     |
| -------------------------------------- | -------------------------------------- | --------------------------------------------------------------------------------------- | -------------------------------------------------------------------------------- | --------------------------------------------------------------------------- |
| 18 stycznia 2001                       | Sprint (7,5 km)                        | Magdalena Forsberg                                                                      | Olga Pylowa                                                                      | Martina Glagow                                                              |
| 19 stycznia 2001                       | Sztafeta (4 × 6 km)                    | Norwegia Ann-Elen Skjelbreid · Gro Marit Istad · Linda Tjørhom · Gunn Margit Andreassen | Rosja Anna Bogalij · Swietłana Czernousowa · Swietłana Iszmuratowa · Olga Pylowa | Ukraina Ołena Zubryłowa · Ołena Petrowa · Nina Łemesz · Tetiana Wodopjanowa |
| 21 stycznia 2001                       | Bieg masowy (12,5 km)                  | Corinne Niogret                                                                         | Delphyne Burlet                                                                  | Uschi Disl                                                                  |

| Mistrzostwa świata Pokljuka, 3.02.2001 - 11.02.2001 | Mistrzostwa świata Pokljuka, 3.02.2001 - 11.02.2001 | Mistrzostwa świata Pokljuka, 3.02.2001 - 11.02.2001                       | Mistrzostwa świata Pokljuka, 3.02.2001 - 11.02.2001            | Mistrzostwa świata Pokljuka, 3.02.2001 - 11.02.2001                         |
| Data                                                | Konkurencja                                         | miejsce                                                                   | miejsce                                                        | miejsce                                                                     |
| --------------------------------------------------- | --------------------------------------------------- | ------------------------------------------------------------------------- | -------------------------------------------------------------- | --------------------------------------------------------------------------- |
| 3 lutego 2001                                       | Sprint (7,5 km)                                     | Kati Wilhelm                                                              | Uschi Disl                                                     | Liv Grete Poirée                                                            |
| 4 lutego 2001                                       | Bieg na dochodzenie (10 km)                         | Liv Grete Poirée                                                          | Corinne Niogret                                                | Magdalena Forsberg                                                          |
| 6 lutego 2001                                       | Bieg indywidualny (15 km)                           | Magdalena Forsberg                                                        | Liv Grete Poirée                                               | Ołena Zubryłowa                                                             |
| 9 lutego 2001                                       | Bieg masowy (12,5 km)                               | Magdalena Forsberg                                                        | Martina Glagow                                                 | Liv Grete Poirée                                                            |
| 10 lutego 2001                                      | Sztafeta (4 × 6 km)                                 | Rosja Olga Pylowa · Anna Bogalij · Galina Kuklewa · Swietłana Iszmuratowa | Niemcy Uschi Disl · Katrin Apel · Andrea Henkel · Kati Wilhelm | Ukraina Ołena Zubryłowa · Ołena Petrowa · Nina Łemesz · Tetiana Wodopjanowa |

| 7. Salt Lake City, 28.02.2001 - 3.03.2001 | 7. Salt Lake City, 28.02.2001 - 3.03.2001 | 7. Salt Lake City, 28.02.2001 - 3.03.2001 | 7. Salt Lake City, 28.02.2001 - 3.03.2001 | 7. Salt Lake City, 28.02.2001 - 3.03.2001 |
| Data                                      | Konkurencja                               | miejsce                                   | miejsce                                   | miejsce                                   |
| ----------------------------------------- | ----------------------------------------- | ----------------------------------------- | ----------------------------------------- | ----------------------------------------- |
| 28 lutego 2001                            | Bieg indywidualny (15 km)                 | Magdalena Forsberg                        | Martina Zellner                           | Martina Glagow                            |
| 2 marca 2001                              | Sprint (7,5 km)                           | Uschi Disl                                | Liv Grete Poirée                          | Andrea Henkel                             |
| 3 marca 2001                              | Bieg na dochodzenie (10 km)               | Magdalena Forsberg                        | Liv Grete Poirée                          | Corinne Niogret                           |

| 8. Lake Placid, 7.03.2001 | 8. Lake Placid, 7.03.2001 | 8. Lake Placid, 7.03.2001 | 8. Lake Placid, 7.03.2001 | 8. Lake Placid, 7.03.2001 |
| Data                      | Konkurencja               | miejsce                   | miejsce                   | miejsce                   |
| ------------------------- | ------------------------- | ------------------------- | ------------------------- | ------------------------- |
| 7 marca 2001              | Sprint (7,5 km)           | Kati Wilhelm              | Martina Zellner           | Delphyne Burlet           |

| 9. Holmenkollen, 16.03.2001 - 18.03.2001 | 9. Holmenkollen, 16.03.2001 - 18.03.2001 | 9. Holmenkollen, 16.03.2001 - 18.03.2001 | 9. Holmenkollen, 16.03.2001 - 18.03.2001 | 9. Holmenkollen, 16.03.2001 - 18.03.2001 |
| Data                                     | Konkurencja                              | miejsce                                  | miejsce                                  | miejsce                                  |
| ---------------------------------------- | ---------------------------------------- | ---------------------------------------- | ---------------------------------------- | ---------------------------------------- |
| 16 marca 2001                            | Sprint (7,5 km)                          | Liv Grete Poirée                         | Magdalena Forsberg                       | Nathalie Santer                          |
| 17 marca 2001                            | Bieg na dochodzenie (10 km)              | Magdalena Forsberg                       | Liv Grete Poirée                         | Martina Glagow                           |
| 18 marca 2001                            | Bieg masowy (12,5 km)                    | Yu Shumei                                | Magdalena Forsberg                       | Ołena Zubryłowa                          |

### Klasyfikacje
| Miejsce | Zawodniczka            | Punkty |
| ------- | ---------------------- | ------ |
| 1       | Magdalena Forsberg     | 1021   |
| 2       | Liv Grete Poirée       | 804    |
| 3       | Ołena Zubryłowa        | 774    |
| 4       | Corinne Niogret        | 665    |
| 5       | Andrea Henkel          | 635    |
| 6       | Uschi Disl             | 621    |
| 7       | Olga Pylowa            | 558    |
| 8       | Kati Wilhelm           | 476    |
| 9       | Martina Glagow         | 451    |
| 10      | Swietłana Iszmuratowa  | 441    |
| 11      | Delphyne Burlet        | 431    |
| 12      | Katrin Apel            | 412    |
| 13      | Swietłana Czernousowa  | 401    |
| 14      | Tetiana Wodopjanowa    | 393    |
| 15      | Nathalie Santer        | 376    |
| 16      | Yu Shumei              | 363    |
| 17      | Galina Kuklewa*        | 340    |
| 18      | Anna Bogalij           | 334    |
| 19      | Ekaterina Dafowska     | 323    |
| 20      | Ann-Elen Skjelbreid    | 307    |
| 21      | Martina Zellner        | 299    |
| 22      | Ołena Petrowa          | 286    |
| 23      | Gunn Margit Andreassen | 269    |
| 24      | Gro Marit Istad        | 235    |
| 25      | Pawlina Filipowa       | 234    |
| 26      | Florence Baverel       | 231    |
| 27      | Swiatłana Paramyhina   | 205    |

| Miejsce | Zawodnik                 | Punkty |
| ------- | ------------------------ | ------ |
| 28      | Sandrine Bailly          | 194    |
| 29      | Linda Tjørhom            | 173    |
| 30      | Tadeja Brankovič         | 166    |
| 31      | Andreja Grasič           | 158    |
| 32      | Olga Nazarowa            | 134    |
| 33      | Christelle Gros          | 121    |
| 34      | Éva Tófalvi              | 110    |
| 35      | Maria Strielenko         | 110    |
| 36      | Albina Achatowa          | 109    |
| 37      | Sylvie Becaert           | 105    |
| 38      | Nina Łemesz              | 100    |
| 39      | Katja Beer               | 94     |
| 40      | Hiromi Suga              | 80     |
| 41      | Tamami Tanaka            | 79     |
| 42      | Irina Nikułczina         | 79     |
| 43      | Anna Murínová            | 66     |
| 44      | Michela Ponza            | 59     |
| 45      | Mami Shindo              | 54     |
| 46      | Magdalena Gwizdoń        | 52     |
| 47      | Peggy Wagenführ          | 47     |
| 48      | Ludmiła Arłouska         | 42     |
| 49      | Irena Česneková          | 41     |
| 50      | Soňa Mihoková            | 38     |
| 51      | Martina Schwarzbacherová | 36     |
| 52      | Ryōko Takahashi          | 34     |
| 53      | Radka Popowa             | 34     |
| 54      | Liu Xianying             | 33     |

| Miejsce | Zawodnik              | Punkty |
| ------- | --------------------- | ------ |
| 55      | Jitka Pesinová        | 32     |
| 56      | Lucija Larisi         | 29     |
| 57      | Iryna Tananajko*      | 29     |
| 58      | Magdalena Grzywa      | 29     |
| 59      | Sabrina Buchholz      | 28     |
| 60      | Iryna Merkuszyna      | 23     |
| 61      | Niina Jyrkiäinen      | 22     |
| 62      | Oksana Chwostenko     | 20     |
| 63      | Kateřina Losmanová    | 17     |
| 64      | Sanna-Leena Perunka   | 16     |
| 65      | Rachel Steer          | 14     |
| 66      | Martine Albert        | 13     |
| 67      | Natalija Tereszczenko | 13     |
| 68      | Kaciaryna Hryhorjewa  | 7      |
| 69      | Sylvie Boudreault     | 6      |
| 70      | Kristina Brouneus     | 5      |
| 71      | Brigitte Weisleitner  | 5      |
| 72      | Katja Holanti         | 4      |
| 73      | Tatiana Kutlíková     | 4      |
| 74      | Lilija Jefremowa*     | 4      |
| 75      | Siegrid Pallhuber     | 3      |
| 76      | Jana Dufková          | 3      |
| 77      | Anna Stera-Kustusz    | 2      |
| 78      | Ludmiła Guriewa       | 2      |
| 79      | Saskia Santer         | 1      |
| 80      | Mie Takeda            | 1      |

| Miejsce | Zawodniczka           | Punkty |
| ------- | --------------------- | ------ |
| 1       | Magdalena Forsberg    | 143    |
| 2       | Corinne Niogret       | 110    |
| 3       | Liv Grete Poirée      | 110    |
| 4       | Andrea Henkel         | 110    |
| 5       | Martina Glagow        | 102    |
| 6       | Ołena Zubryłowa       | 101    |
| 7       | Anna Bogalij          | 93     |
| 8       | Yu Shumei             | 85     |
| 9       | Swietłana Iszmuratowa | 77     |
| 10      | Martina Zellner       | 76     |

| Miejsce | Zawodniczka        | Punkty |
| ------- | ------------------ | ------ |
| 1       | Magdalena Forsberg | 368    |
| 2       | Liv Grete Poirée   | 312    |
| 3       | Ołena Zubryłowa    | 284    |
| 4       | Olga Pylowa        | 252    |
| 5       | Corinne Niogret    | 245    |
| 6       | Uschi Disl         | 244    |
| 7       | Katrin Apel        | 224    |
| 8       | Nathalie Santer    | 223    |
| 9       | Kati Wilhelm       | 213    |
| 10      | Andrea Henkel      | 210    |

| Miejsce | Zawodniczka           | Punkty |
| ------- | --------------------- | ------ |
| 1       | Magdalena Forsberg    | 300    |
| 2       | Liv Grete Poirée      | 252    |
| 3       | Ołena Zubryłowa       | 246    |
| 4       | Corinne Niogret       | 213    |
| 5       | Andrea Henkel         | 210    |
| 6       | Uschi Disl            | 200    |
| 7       | Olga Pylowa           | 188    |
| 8       | Delphyne Burlet       | 146    |
| 9       | Kati Wilhelm          | 126    |
| 10      | Swietłana Iszmuratowa | 124    |

| Miejsce | Zawodniczka            | Punkty |
| ------- | ---------------------- | ------ |
| 1       | Magdalena Forsberg     | 146    |
| 2       | Liv Grete Poirée       | 120    |
| 3       | Martina Glagow         | 117    |
| 4       | Ołena Zubryłowa        | 113    |
| 5       | Uschi Disl             | 111    |
| 6       | Delphyne Burlet        | 104    |
| 7       | Kati Wilhelm           | 94     |
| 8       | Yu Shumei              | 88     |
| 9       | Gunn Margit Andreassen | 88     |
| 10      | Corinne Niogret        | 80     |

| Miejsce | Reprezentacja | Punkty |
| ------- | ------------- | ------ |
| 1       | Norwegia      | 190    |
| 2       | Niemcy        | 188    |
| 3       | Rosja         | 182    |
| 4       | Ukraina       | 169    |
| 5       | Francja       | 149    |
| 6       | Bułgaria      | 142    |
| 7       | Japonia       | 130    |
| 8       | Włochy        | 125    |
| 9       | Białoruś      | 124    |
| 10      | Chiny         | 123    |

| Miejsce | Reprezentacja | Punkty |
| ------- | ------------- | ------ |
| 1       | Niemcy        | 4851   |
| 2       | Rosja         | 4635   |
| 3       | Ukraina       | 4470   |
| 4       | Francja       | 4406   |
| 5       | Norwegia      | 4393   |
| 6       | Bułgaria      | 3765   |
| 7       | Białoruś      | 3710   |
| 8       | Włochy        | 3622   |
| 9       | Japonia       | 3518   |
| 10      | Chiny         | 3453   |

## Wyniki Polaków

### Indywidualnie
(do uzupełnienia)

### Drużynowo
(do uzupełnienia)